# Isangi
Isangi – miasto w Demokratycznej Republice Konga w Prowincji Wschodniej.